# 日本の高速道路一覧
日本の高速道路一覧（にほんのこうそくどうろいちらん）では、日本の高速道路を一覧にまとめた。

## 国土開発幹線自動車道
| 路線名                 | 路線名                 | 起点     | 終点         | 道路名 |
| ---------------------- | ---------------------- | -------- | ------------ | --- |
| 北海道縦貫自動車道     | 北海道縦貫自動車道     | 函館市   | 稚内市       | 道央自動車道 |
| 北海道横断自動車道     | 根室線                 | 黒松内町 | 根室市       | 後志自動車道、札樽自動車道、道央自動車道、道東自動車道                                                                            |
| 北海道横断自動車道     | 網走線                 | 黒松内町 | 網走市       | 後志自動車道、札樽自動車道、道央自動車道、道東自動車道、十勝オホーツク自動車道                                                    |
| 東北縦貫自動車道       | 弘前線                 | 東京都   | 青森市       | 東京外環自動車道、東北自動車道 |
| 東北縦貫自動車道       | 八戸線                 | 東京都   | 青森市       | 東京外環自動車道、東北自動車道、八戸自動車道、青森自動車道                                                                        |
| 東北横断自動車道       | 釜石秋田線             | 釜石市   | 秋田市       | 釜石自動車道、東北自動車道、秋田自動車道                                                                                          |
| 東北横断自動車道       | 酒田線                 | 仙台市   | 酒田市       | 山形自動車道 |
| 東北横断自動車道       | いわき新潟線           | いわき市 | 新潟市       | 磐越自動車道 |
| 日本海沿岸東北自動車道 | 日本海沿岸東北自動車道 | 新潟市   | 青森市       | 日本海東北自動車道、秋田自動車道、東北自動車道                                                                                    |
| 東北中央自動車道       | 東北中央自動車道       | 相馬市   | 横手市       | 東北中央自動車道 |
| 関越自動車道           | 新潟線                 | 東京都   | 新潟市       | 関越自動車道、上信越自動車道（藤岡JCT-藤岡IC）、北陸自動車道（長岡JCT-新潟中央JCT）、日本海東北自動車道（新潟中央JCT-新潟空港IC） |
| 関越自動車道           | 上越線                 | 東京都   | 上越市       | 関越自動車道、上信越自動車道 |
| 常磐自動車道           | 常磐自動車道           | 東京都   | 仙台市       | 東京外環自動車道、常磐自動車道 |
| 東関東自動車道         | 館山線                 | 東京都   | 館山市       | 東京外環自動車道、東関東自動車道、館山自動車道                                                                                    |
| 東関東自動車道         | 水戸線                 | 東京都   | 水戸市       | 東京外環自動車道、東関東自動車道                                                                                                  |
| 北関東自動車道         | 北関東自動車道         | 高崎市   | ひたちなか市 | 北関東自動車道、東北自動車道（岩舟JCT-栃木都賀JCT）                                                                               |
| 中央自動車道           | 富士吉田線             | 東京都   | 富士吉田市   | 中央自動車道（高井戸IC-大月JCT-富士吉田IC）                                                                                       |
| 中央自動車道           | 西宮線                 | 東京都   | 西宮市       | 中央自動車道（高井戸IC-大月JCT-小牧JCT）、東名高速道路、名神高速道路                                                              |
| 中央自動車道           | 長野線                 | 東京都   | 長野市       | 中央自動車道、長野自動車道、上信越自動車道                                                                                        |
| 第一東海自動車道       | 第一東海自動車道       | 東京都   | 小牧市       | 東名高速道路 |
| 東海北陸自動車道       | 東海北陸自動車道       | 一宮市   | 砺波市       | 東海北陸自動車道 |
| 第二東海自動車道       | 第二東海自動車道       | 東京都   | 名古屋市     | 新東名高速道路、伊勢湾岸自動車道                                                                                                  |
| 中部横断自動車道       | 中部横断自動車道       | 静岡市   | 佐久市       | 中部横断自動車道 |
| 北陸自動車道           | 北陸自動車道           | 新潟市   | 米原市       | 北陸自動車道、関越自動車道（長岡IC-長岡JCT）、日本海東北自動車道（新潟中央JCT-新潟空港IC）                                        |
| 近畿自動車道           | 伊勢線                 | 名古屋市 | 伊勢市       | 名古屋第二環状自動車道、伊勢湾岸自動車道、東名阪自動車道、伊勢自動車道                                                            |
| 近畿自動車道           | 名古屋大阪線           | 名古屋市 | 吹田市       | 名古屋第二環状自動車道、東名阪自動車道、西名阪自動車道、近畿自動車道                                                              |
| 近畿自動車道           | 名古屋神戸線           | 名古屋市 | 神戸市       | 伊勢湾岸自動車道、新名神高速道路                                                                                                  |
| 近畿自動車道           | 紀勢線                 | 松原市   | 多気町       | 阪和自動車道、紀勢自動車道 |
| 近畿自動車道           | 敦賀線                 | 吹田市   | 敦賀市       | 中国自動車道、舞鶴若狭自動車道 |
| 中国縦貫自動車道       | 中国縦貫自動車道       | 吹田市   | 下関市       | 中国自動車道、広島自動車道（広島北JCT-広島北IC）                                                                                  |
| 山陽自動車道           | 山陽自動車道           | 吹田市   | 下関市       | 中国自動車道、山陽自動車道、播磨自動車道（播磨JCT-播磨新宮IC）、岡山自動車道（岡山JCT-岡山総社IC）                                |
| 中国横断自動車道       | 姫路鳥取線             | 姫路市   | 鳥取市       | 播磨自動車道、中国自動車道（宍粟JCT-佐用JCT）、鳥取自動車道                                                                       |
| 中国横断自動車道       | 岡山米子線             | 岡山市   | 境港市       | 岡山自動車道、中国自動車道（北房JCT-落合JCT）、米子自動車道                                                                       |
| 中国横断自動車道       | 尾道松江線             | 尾道市   | 松江市       | 尾道自動車道、松江自動車道、山陰自動車道                                                                                          |
| 中国横断自動車道       | 広島浜田線             | 広島市   | 浜田市       | 広島自動車道、中国自動車道（広島北JCT-千代田JCT）、浜田自動車道                                                                   |
| 山陰自動車道           | 山陰自動車道           | 鳥取市   | 美祢市       | 山陰自動車道、浜田自動車道 |
| 四国縦貫自動車道       | 四国縦貫自動車道       | 徳島市   | 大洲市       | 徳島自動車道、高知自動車道、松山自動車道                                                                                          |
| 四国横断自動車道       | 四国横断自動車道       | 阿南市   | 大洲市       | 徳島南部自動車道、徳島自動車道、高松自動車道、高知自動車道、松山自動車道                                                          |
| 九州縦貫自動車道       | 鹿児島線               | 北九州市 | 鹿児島市     | 九州自動車道 |
| 九州縦貫自動車道       | 宮崎線                 | 北九州市 | 宮崎市       | 九州自動車道、宮崎自動車道 |
| 九州横断自動車道       | 長崎大分線             | 長崎市   | 大分市       | 長崎自動車道、大分自動車道、東九州自動車道                                                                                        |
| 九州横断自動車道       | 延岡線                 | 御船町   | 延岡市       | 九州中央自動車道 |
| 東九州自動車道         | 東九州自動車道         | 北九州市 | 鹿児島市     | 大分自動車道、九州自動車道 |

## 高速自動車国道
| 路線名                       | 路線名                       | 起点                 | 重要な経過地 | 重要な経過地 | 重要な経過地 | 重要な経過地 | 終点                       |
| ---------------------------- | ---------------------------- | -------------------- | --- | --- | --- | --- | -------------------------- |
| 北海道縦貫自動車道函館名寄線 | 北海道縦貫自動車道函館名寄線 | 函館市               | 北海道茅部郡森町 同道山越郡長万部町 同道寿都郡黒松内町 伊達市 室蘭市 登別市 苫小牧市 千歳市 恵庭市 北広島市 札幌市 江別市 岩見沢市 三笠市 美唄市 砂川市 滝川市 深川市 旭川市 士別市                                                                                          | 北海道茅部郡森町 同道山越郡長万部町 同道寿都郡黒松内町 伊達市 室蘭市 登別市 苫小牧市 千歳市 恵庭市 北広島市 札幌市 江別市 岩見沢市 三笠市 美唄市 砂川市 滝川市 深川市 旭川市 士別市                                                                                          | 北海道茅部郡森町 同道山越郡長万部町 同道寿都郡黒松内町 伊達市 室蘭市 登別市 苫小牧市 千歳市 恵庭市 北広島市 札幌市 江別市 岩見沢市 三笠市 美唄市 砂川市 滝川市 深川市 旭川市 士別市                                                                                          | 北海道茅部郡森町 同道山越郡長万部町 同道寿都郡黒松内町 伊達市 室蘭市 登別市 苫小牧市 千歳市 恵庭市 北広島市 札幌市 江別市 岩見沢市 三笠市 美唄市 砂川市 滝川市 深川市 旭川市 士別市                                                                         | 名寄市                     |
| 北海道横断自動車道           | 黒松内釧路線                 | 北海道寿都郡黒松内町 | 北海道虻田郡倶知安町 同道余市郡余市町 小樽市 札幌市 北広島市 恵庭市 千歳市 夕張市 同道勇払郡占冠村 同道上川郡清水町 同道河東郡音更町 同道中川郡本別町 | 北海道虻田郡倶知安町 同道余市郡余市町 小樽市 札幌市 北広島市 恵庭市 千歳市 夕張市 同道勇払郡占冠村 同道上川郡清水町 同道河東郡音更町 同道中川郡本別町 | 北海道虻田郡倶知安町 同道余市郡余市町 小樽市 札幌市 北広島市 恵庭市 千歳市 夕張市 同道勇払郡占冠村 同道上川郡清水町 同道河東郡音更町 同道中川郡本別町 | 北海道白糠郡白糠町 釧路市 | 北海道釧路郡釧路町         |
| 北海道横断自動車道           | 黒松内北見線                 | 北海道寿都郡黒松内町 | 北海道虻田郡倶知安町 同道余市郡余市町 小樽市 札幌市 北広島市 恵庭市 千歳市 夕張市 同道勇払郡占冠村 同道上川郡清水町 同道河東郡音更町 同道中川郡本別町 | 北海道虻田郡倶知安町 同道余市郡余市町 小樽市 札幌市 北広島市 恵庭市 千歳市 夕張市 同道勇払郡占冠村 同道上川郡清水町 同道河東郡音更町 同道中川郡本別町 | 北海道虻田郡倶知安町 同道余市郡余市町 小樽市 札幌市 北広島市 恵庭市 千歳市 夕張市 同道勇払郡占冠村 同道上川郡清水町 同道河東郡音更町 同道中川郡本別町 | 北海道足寄郡足寄町 | 北見市                     |
| 東北縦貫自動車道             | 弘前線                       | 東京都練馬区         | 和光市 戸田市 川口市 さいたま市 蓮田市 久喜市 加須市 羽生市 館林市 佐野市 栃木県下都賀郡岩舟町 栃木市 鹿沼市 宇都宮市 矢板市 黒磯市 白河市 須賀川市 郡山市 二本松市 福島市 白石市 宮城県柴田郡村田町 仙台市 富谷市 大崎市 栗原市 一関市 奥州市 北上市 花巻市 盛岡市 八幡平市 | 和光市 戸田市 川口市 さいたま市 蓮田市 久喜市 加須市 羽生市 館林市 佐野市 栃木県下都賀郡岩舟町 栃木市 鹿沼市 宇都宮市 矢板市 黒磯市 白河市 須賀川市 郡山市 二本松市 福島市 白石市 宮城県柴田郡村田町 仙台市 富谷市 大崎市 栗原市 一関市 奥州市 北上市 花巻市 盛岡市 八幡平市 | 和光市 戸田市 川口市 さいたま市 蓮田市 久喜市 加須市 羽生市 館林市 佐野市 栃木県下都賀郡岩舟町 栃木市 鹿沼市 宇都宮市 矢板市 黒磯市 白河市 須賀川市 郡山市 二本松市 福島市 白石市 宮城県柴田郡村田町 仙台市 富谷市 大崎市 栗原市 一関市 奥州市 北上市 花巻市 盛岡市 八幡平市 | 鹿角市 秋田県鹿角郡小坂町 弘前市 平川市 黒石市 | 青森市                     |
| 東北縦貫自動車道             | 八戸線                       | 東京都練馬区         | 和光市 戸田市 川口市 さいたま市 蓮田市 久喜市 加須市 羽生市 館林市 佐野市 栃木県下都賀郡岩舟町 栃木市 鹿沼市 宇都宮市 矢板市 黒磯市 白河市 須賀川市 郡山市 二本松市 福島市 白石市 宮城県柴田郡村田町 仙台市 富谷市 大崎市 栗原市 一関市 奥州市 北上市 花巻市 盛岡市 八幡平市 | 和光市 戸田市 川口市 さいたま市 蓮田市 久喜市 加須市 羽生市 館林市 佐野市 栃木県下都賀郡岩舟町 栃木市 鹿沼市 宇都宮市 矢板市 黒磯市 白河市 須賀川市 郡山市 二本松市 福島市 白石市 宮城県柴田郡村田町 仙台市 富谷市 大崎市 栗原市 一関市 奥州市 北上市 花巻市 盛岡市 八幡平市 | 和光市 戸田市 川口市 さいたま市 蓮田市 久喜市 加須市 羽生市 館林市 佐野市 栃木県下都賀郡岩舟町 栃木市 鹿沼市 宇都宮市 矢板市 黒磯市 白河市 須賀川市 郡山市 二本松市 福島市 白石市 宮城県柴田郡村田町 仙台市 富谷市 大崎市 栗原市 一関市 奥州市 北上市 花巻市 盛岡市 八幡平市 | 岩手県二戸郡一戸町 八戸市 三沢市 青森県上北郡七戸町 | 青森市                     |
| 東北横断自動車道             | 釜石秋田線                   | 釜石市               | 遠野市 奥州市 花巻市 北上市 岩手県和賀郡西和賀町 横手市 大仙市 | 遠野市 奥州市 花巻市 北上市 岩手県和賀郡西和賀町 横手市 大仙市 | 遠野市 奥州市 花巻市 北上市 岩手県和賀郡西和賀町 横手市 大仙市 | 遠野市 奥州市 花巻市 北上市 岩手県和賀郡西和賀町 横手市 大仙市 | 秋田市                     |
| 東北横断自動車道             | 酒田線                       | 仙台市               | 宮城県柴田郡村田町 山形市 寒河江市 山形県西村山郡西川町 鶴岡市 | 宮城県柴田郡村田町 山形市 寒河江市 山形県西村山郡西川町 鶴岡市 | 宮城県柴田郡村田町 山形市 寒河江市 山形県西村山郡西川町 鶴岡市 | 宮城県柴田郡村田町 山形市 寒河江市 山形県西村山郡西川町 鶴岡市 | 酒田市                     |
| 東北横断自動車道             | いわき新潟線                 | いわき市             | 福島県田村郡小野町 田村市 郡山市 本宮市 会津若松市 同県河沼郡会津坂下町 阿賀野市 五泉市 | 福島県田村郡小野町 田村市 郡山市 本宮市 会津若松市 同県河沼郡会津坂下町 阿賀野市 五泉市 | 福島県田村郡小野町 田村市 郡山市 本宮市 会津若松市 同県河沼郡会津坂下町 阿賀野市 五泉市 | 福島県田村郡小野町 田村市 郡山市 本宮市 会津若松市 同県河沼郡会津坂下町 阿賀野市 五泉市 | 新潟市                     |
| 日本海沿岸東北自動車道       | 日本海沿岸東北自動車道       | 新潟市               | 新発田市 胎内市 村上市 新潟県岩船郡朝日村 鶴岡市 酒田市 にかほ市 由利本荘市 秋田市 潟上市 秋田県山本郡三種町 能代市 北秋田市 大館市 同県鹿角郡小坂町 弘前市 平川市 黒石市 | 新発田市 胎内市 村上市 新潟県岩船郡朝日村 鶴岡市 酒田市 にかほ市 由利本荘市 秋田市 潟上市 秋田県山本郡三種町 能代市 北秋田市 大館市 同県鹿角郡小坂町 弘前市 平川市 黒石市 | 新発田市 胎内市 村上市 新潟県岩船郡朝日村 鶴岡市 酒田市 にかほ市 由利本荘市 秋田市 潟上市 秋田県山本郡三種町 能代市 北秋田市 大館市 同県鹿角郡小坂町 弘前市 平川市 黒石市 | 新発田市 胎内市 村上市 新潟県岩船郡朝日村 鶴岡市 酒田市 にかほ市 由利本荘市 秋田市 潟上市 秋田県山本郡三種町 能代市 北秋田市 大館市 同県鹿角郡小坂町 弘前市 平川市 黒石市                                                                                   | 青森市                     |
| 東北中央自動車道相馬尾花沢線 | 東北中央自動車道相馬尾花沢線 | 相馬市               | 福島市 米沢市 山形県東置賜郡高畠町 南陽市 上山市 山形市 天童市 東根市 村山市 | 福島市 米沢市 山形県東置賜郡高畠町 南陽市 上山市 山形市 天童市 東根市 村山市 | 福島市 米沢市 山形県東置賜郡高畠町 南陽市 上山市 山形市 天童市 東根市 村山市 | 福島市 米沢市 山形県東置賜郡高畠町 南陽市 上山市 山形市 天童市 東根市 村山市 | 尾花沢市                   |
| 関越自動車道                 | 新潟線                       | 三鷹市               | 武蔵野市 東京都杉並区 同都練馬区 新座市 所沢市 川越市 鶴ヶ島市 坂戸市 東松山市 本庄市 藤岡市 | 武蔵野市 東京都杉並区 同都練馬区 新座市 所沢市 川越市 鶴ヶ島市 坂戸市 東松山市 本庄市 藤岡市 | 武蔵野市 東京都杉並区 同都練馬区 新座市 所沢市 川越市 鶴ヶ島市 坂戸市 東松山市 本庄市 藤岡市 | 高崎市 前橋市 渋川市 沼田市 南魚沼市 魚沼市 小千谷市 長岡市 見附市 三条市 燕市 | 新潟市                     |
| 関越自動車道                 | 上越線                       | 三鷹市               | 武蔵野市 東京都杉並区 同都練馬区 新座市 所沢市 川越市 鶴ヶ島市 坂戸市 東松山市 本庄市 藤岡市 | 武蔵野市 東京都杉並区 同都練馬区 新座市 所沢市 川越市 鶴ヶ島市 坂戸市 東松山市 本庄市 藤岡市 | 武蔵野市 東京都杉並区 同都練馬区 新座市 所沢市 川越市 鶴ヶ島市 坂戸市 東松山市 本庄市 藤岡市 | 富岡市 佐久市 小諸市 東御市 上田市 千曲市 長野市 須坂市 中野市 妙高市 | 上越市                     |
| 常磐自動車道                 | 常磐自動車道                 | 東京都練馬区         | 和光市 戸田市 川口市 草加市 八潮市 三郷市 流山市 柏市 つくばみらい市 つくば市 土浦市 かすみがうら市 石岡市 小美玉市 笠間市 水戸市 那珂市 常陸太田市 日立市 高萩市 北茨城市 いわき市 南相馬市 相馬市 宮城県亘理郡亘理町 岩沼市 名取市 仙台市 多賀城市 富谷市                  | 和光市 戸田市 川口市 草加市 八潮市 三郷市 流山市 柏市 つくばみらい市 つくば市 土浦市 かすみがうら市 石岡市 小美玉市 笠間市 水戸市 那珂市 常陸太田市 日立市 高萩市 北茨城市 いわき市 南相馬市 相馬市 宮城県亘理郡亘理町 岩沼市 名取市 仙台市 多賀城市 富谷市                  | 和光市 戸田市 川口市 草加市 八潮市 三郷市 流山市 柏市 つくばみらい市 つくば市 土浦市 かすみがうら市 石岡市 小美玉市 笠間市 水戸市 那珂市 常陸太田市 日立市 高萩市 北茨城市 いわき市 南相馬市 相馬市 宮城県亘理郡亘理町 岩沼市 名取市 仙台市 多賀城市 富谷市                  | 和光市 戸田市 川口市 草加市 八潮市 三郷市 流山市 柏市 つくばみらい市 つくば市 土浦市 かすみがうら市 石岡市 小美玉市 笠間市 水戸市 那珂市 常陸太田市 日立市 高萩市 北茨城市 いわき市 南相馬市 相馬市 宮城県亘理郡亘理町 岩沼市 名取市 仙台市 多賀城市 富谷市 | 仙台市                     |
| 東関東自動車道               | 千葉富津線                   | 千葉市               | 市原市 袖ケ浦市 木更津市 君津市 | 市原市 袖ケ浦市 木更津市 君津市 | 市原市 袖ケ浦市 木更津市 君津市 | 市原市 袖ケ浦市 木更津市 君津市 | 富津市                     |
| 東関東自動車道               | 水戸線                       | 東京都練馬区         | 和光市 戸田市 川口市 草加市 八潮市 三郷市 松戸市 市川市 船橋市 習志野市 千葉市 四街道市 佐倉市 成田市 香取市 潮来市 行方市 鉾田市 同県東茨城郡茨城町 | 和光市 戸田市 川口市 草加市 八潮市 三郷市 松戸市 市川市 船橋市 習志野市 千葉市 四街道市 佐倉市 成田市 香取市 潮来市 行方市 鉾田市 同県東茨城郡茨城町 | 和光市 戸田市 川口市 草加市 八潮市 三郷市 松戸市 市川市 船橋市 習志野市 千葉市 四街道市 佐倉市 成田市 香取市 潮来市 行方市 鉾田市 同県東茨城郡茨城町 | 和光市 戸田市 川口市 草加市 八潮市 三郷市 松戸市 市川市 船橋市 習志野市 千葉市 四街道市 佐倉市 成田市 香取市 潮来市 行方市 鉾田市 同県東茨城郡茨城町 | 水戸市                     |
| 北関東自動車道               | 北関東自動車道               | 高崎市               | 前橋市 伊勢崎市 太田市 足利市 佐野市 栃木県下都賀郡岩舟町 栃木市 下野市 宇都宮市 同県河内郡上三川町 真岡市 桜川市 笠間市 茨城県東茨城郡茨城町 水戸市 | 前橋市 伊勢崎市 太田市 足利市 佐野市 栃木県下都賀郡岩舟町 栃木市 下野市 宇都宮市 同県河内郡上三川町 真岡市 桜川市 笠間市 茨城県東茨城郡茨城町 水戸市 | 前橋市 伊勢崎市 太田市 足利市 佐野市 栃木県下都賀郡岩舟町 栃木市 下野市 宇都宮市 同県河内郡上三川町 真岡市 桜川市 笠間市 茨城県東茨城郡茨城町 水戸市 | 前橋市 伊勢崎市 太田市 足利市 佐野市 栃木県下都賀郡岩舟町 栃木市 下野市 宇都宮市 同県河内郡上三川町 真岡市 桜川市 笠間市 茨城県東茨城郡茨城町 水戸市 | ひたちなか市               |
| 中央自動車道                 | 富士吉田線                   | 東京都杉並区         | 東京都世田谷区 三鷹市 調布市 府中市 国立市 日野市 八王子市 大月市 | 都留市 山梨県南都留郡富士河口湖町 | 都留市 山梨県南都留郡富士河口湖町 | 都留市 山梨県南都留郡富士河口湖町 | 富士吉田市                 |
| 中央自動車道                 | 西宮線                       | 東京都杉並区         | 東京都世田谷区 三鷹市 調布市 府中市 国立市 日野市 八王子市 大月市 | 甲州市 笛吹市 甲府市 甲斐市 韮崎市 北杜市 茅野市 諏訪市 岡谷市 | 甲州市 笛吹市 甲府市 甲斐市 韮崎市 北杜市 茅野市 諏訪市 岡谷市 | 伊那市 駒ヶ根市 飯田市 中津川市 恵那市 瑞浪市 土岐市 多治見市 春日井市 小牧市 岩倉市 一宮市 羽島市 大垣市 岐阜県不破郡関ケ原町 米原市 彦根市 東近江市 湖南市 野洲市 栗東市 草津市 大津市 京都市 向日市 長岡京市 高槻市 茨木市 吹田市 豊中市 尼崎市          | 西宮市                     |
| 中央自動車道                 | 長野線                       | 東京都杉並区         | 東京都世田谷区 三鷹市 調布市 府中市 国立市 日野市 八王子市 大月市 | 甲州市 笛吹市 甲府市 甲斐市 韮崎市 北杜市 茅野市 諏訪市 岡谷市 | 甲州市 笛吹市 甲府市 甲斐市 韮崎市 北杜市 茅野市 諏訪市 岡谷市 | 塩尻市 松本市 安曇野市 千曲市 | 長野市                     |
| 第一東海自動車道             | 第一東海自動車道             | 東京都世田谷区       | 川崎市 横浜市 大和市 綾瀬市 海老名市 厚木市 伊勢原市 秦野市 御殿場市 裾野市 沼津市 富士市 清水市 静岡市 焼津市 藤枝市 牧之原市 菊川市 掛川市 袋井市 磐田市 浜松市 新城市 豊橋市 豊川市 岡崎市 豊田市 尾張旭市 名古屋市 春日井市                                              | 川崎市 横浜市 大和市 綾瀬市 海老名市 厚木市 伊勢原市 秦野市 御殿場市 裾野市 沼津市 富士市 清水市 静岡市 焼津市 藤枝市 牧之原市 菊川市 掛川市 袋井市 磐田市 浜松市 新城市 豊橋市 豊川市 岡崎市 豊田市 尾張旭市 名古屋市 春日井市                                              | 川崎市 横浜市 大和市 綾瀬市 海老名市 厚木市 伊勢原市 秦野市 御殿場市 裾野市 沼津市 富士市 清水市 静岡市 焼津市 藤枝市 牧之原市 菊川市 掛川市 袋井市 磐田市 浜松市 新城市 豊橋市 豊川市 岡崎市 豊田市 尾張旭市 名古屋市 春日井市                                              | 川崎市 横浜市 大和市 綾瀬市 海老名市 厚木市 伊勢原市 秦野市 御殿場市 裾野市 沼津市 富士市 清水市 静岡市 焼津市 藤枝市 牧之原市 菊川市 掛川市 袋井市 磐田市 浜松市 新城市 豊橋市 豊川市 岡崎市 豊田市 尾張旭市 名古屋市 春日井市                             | 小牧市                     |
| 東海北陸自動車道             | 東海北陸自動車道             | 一宮市               | 各務原市 岐阜市 関市 美濃市 郡上市 高山市 飛騨市 南砺市 | 各務原市 岐阜市 関市 美濃市 郡上市 高山市 飛騨市 南砺市 | 各務原市 岐阜市 関市 美濃市 郡上市 高山市 飛騨市 南砺市 | 各務原市 岐阜市 関市 美濃市 郡上市 高山市 飛騨市 南砺市 | 砺波市                     |
| 第二東海自動車道横浜名古屋線 | 第二東海自動車道横浜名古屋線 | 横浜市               | 藤沢市 綾瀬市 海老名市 厚木市 伊勢原市 秦野市 御殿場市 裾野市 沼津市 富士市 静岡市 藤枝市 島田市 掛川市 浜北市 浜松市 新城市 岡崎市 豊田市 安城市 刈谷市 豊明市 名古屋市 大府市 東海市                                                                                       | 藤沢市 綾瀬市 海老名市 厚木市 伊勢原市 秦野市 御殿場市 裾野市 沼津市 富士市 静岡市 藤枝市 島田市 掛川市 浜北市 浜松市 新城市 岡崎市 豊田市 安城市 刈谷市 豊明市 名古屋市 大府市 東海市                                                                                       | 藤沢市 綾瀬市 海老名市 厚木市 伊勢原市 秦野市 御殿場市 裾野市 沼津市 富士市 静岡市 藤枝市 島田市 掛川市 浜北市 浜松市 新城市 岡崎市 豊田市 安城市 刈谷市 豊明市 名古屋市 大府市 東海市                                                                                       | 藤沢市 綾瀬市 海老名市 厚木市 伊勢原市 秦野市 御殿場市 裾野市 沼津市 富士市 静岡市 藤枝市 島田市 掛川市 浜北市 浜松市 新城市 岡崎市 豊田市 安城市 刈谷市 豊明市 名古屋市 大府市 東海市                                                                      | 名古屋市                   |
| 中部横断自動車道             | 中部横断自動車道             | 静岡市               | 山梨県南巨摩郡身延町 同郡増穂町 南アルプス市 甲斐市 韮崎市 北杜市 長野県南佐久郡佐久穂町 佐久市 小諸市 | 山梨県南巨摩郡身延町 同郡増穂町 南アルプス市 甲斐市 韮崎市 北杜市 長野県南佐久郡佐久穂町 佐久市 小諸市 | 山梨県南巨摩郡身延町 同郡増穂町 南アルプス市 甲斐市 韮崎市 北杜市 長野県南佐久郡佐久穂町 佐久市 小諸市 | 山梨県南巨摩郡身延町 同郡増穂町 南アルプス市 甲斐市 韮崎市 北杜市 長野県南佐久郡佐久穂町 佐久市 小諸市 | 佐久市                     |
| 北陸自動車道                 | 北陸自動車道                 | 新潟市               | 燕市 三条市 見附市 長岡市 柏崎市 上越市 糸魚川市 黒部市 魚津市 滑川市 富山市 射水市 高岡市 砺波市 小矢部市 南砺市 金沢市 白山市 能美市 小松市 加賀市 あわら市 坂井市 福井市 鯖江市 武生市 敦賀市 長浜市                                                                      | 燕市 三条市 見附市 長岡市 柏崎市 上越市 糸魚川市 黒部市 魚津市 滑川市 富山市 射水市 高岡市 砺波市 小矢部市 南砺市 金沢市 白山市 能美市 小松市 加賀市 あわら市 坂井市 福井市 鯖江市 武生市 敦賀市 長浜市                                                                      | 燕市 三条市 見附市 長岡市 柏崎市 上越市 糸魚川市 黒部市 魚津市 滑川市 富山市 射水市 高岡市 砺波市 小矢部市 南砺市 金沢市 白山市 能美市 小松市 加賀市 あわら市 坂井市 福井市 鯖江市 武生市 敦賀市 長浜市                                                                      | 燕市 三条市 見附市 長岡市 柏崎市 上越市 糸魚川市 黒部市 魚津市 滑川市 富山市 射水市 高岡市 砺波市 小矢部市 南砺市 金沢市 白山市 能美市 小松市 加賀市 あわら市 坂井市 福井市 鯖江市 武生市 敦賀市 長浜市                                                     | 米原市                     |
| 近畿自動車道                 | 伊勢線                       | 名古屋市             | 春日井市 清須市 | 愛知県海部郡飛島村 | 弥富市 桑名市 四日市市 鈴鹿市 | 亀山市 津市 松阪市 三重県多気郡多気町 | 伊勢市                     |
| 近畿自動車道                 | 名古屋亀山線                 | 名古屋市             | 春日井市 清須市 | 津島市 愛西市 | 弥富市 桑名市 四日市市 鈴鹿市 | | 亀山市                     |
| 近畿自動車道                 | 天理吹田線                   | 天理市               | 大和郡山市 香芝市 柏原市 羽曳野市 藤井寺市 松原市 大阪市 八尾市 東大阪市 大東市 門真市 守口市 摂津市 茨木市 | 大和郡山市 香芝市 柏原市 羽曳野市 藤井寺市 松原市 大阪市 八尾市 東大阪市 大東市 門真市 守口市 摂津市 茨木市 | 大和郡山市 香芝市 柏原市 羽曳野市 藤井寺市 松原市 大阪市 八尾市 東大阪市 大東市 門真市 守口市 摂津市 茨木市 | 大和郡山市 香芝市 柏原市 羽曳野市 藤井寺市 松原市 大阪市 八尾市 東大阪市 大東市 門真市 守口市 摂津市 茨木市 | 吹田市                     |
| 近畿自動車道                 | 名古屋神戸線                 | 名古屋市             | 愛知県海部郡飛島村 桑名市 四日市市 鈴鹿市 亀山市 甲賀市 栗東市 大津市 城陽市 京田辺市 八幡市 枚方市 高槻市 茨木市 箕面市 川西市 宝塚市 | 愛知県海部郡飛島村 桑名市 四日市市 鈴鹿市 亀山市 甲賀市 栗東市 大津市 城陽市 京田辺市 八幡市 枚方市 高槻市 茨木市 箕面市 川西市 宝塚市 | 愛知県海部郡飛島村 桑名市 四日市市 鈴鹿市 亀山市 甲賀市 栗東市 大津市 城陽市 京田辺市 八幡市 枚方市 高槻市 茨木市 箕面市 川西市 宝塚市 | 愛知県海部郡飛島村 桑名市 四日市市 鈴鹿市 亀山市 甲賀市 栗東市 大津市 城陽市 京田辺市 八幡市 枚方市 高槻市 茨木市 箕面市 川西市 宝塚市 | 神戸市                     |
| 近畿自動車道                 | 松原那智勝浦線               | 松原市               | 堺市 和泉市 岸和田市 貝塚市 泉佐野市 泉南市 阪南市 和歌山市 海南市 御坊市 田辺市 和歌山県西牟婁郡すさみ町 同郡串本町 | 堺市 和泉市 岸和田市 貝塚市 泉佐野市 泉南市 阪南市 和歌山市 海南市 御坊市 田辺市 和歌山県西牟婁郡すさみ町 同郡串本町 | 堺市 和泉市 岸和田市 貝塚市 泉佐野市 泉南市 阪南市 和歌山市 海南市 御坊市 田辺市 和歌山県西牟婁郡すさみ町 同郡串本町 | 堺市 和泉市 岸和田市 貝塚市 泉佐野市 泉南市 阪南市 和歌山市 海南市 御坊市 田辺市 和歌山県西牟婁郡すさみ町 同郡串本町 | 和歌山県東牟婁郡那智勝浦町 |
| 近畿自動車道                 | 尾鷲多気線                   | 尾鷲市               | 三重県北牟婁郡紀北町 | 三重県北牟婁郡紀北町 | 三重県北牟婁郡紀北町 | 三重県北牟婁郡紀北町 | 三重県多気郡多気町         |
| 近畿自動車道                 | 敦賀線                       | 吹田市               | 豊中市 池田市 伊丹市 川西市 宝塚市 西宮市 神戸市 三木市 三田市 丹波篠山市 丹波市 福知山市 綾部市 舞鶴市 小浜市 | 豊中市 池田市 伊丹市 川西市 宝塚市 西宮市 神戸市 三木市 三田市 丹波篠山市 丹波市 福知山市 綾部市 舞鶴市 小浜市 | 豊中市 池田市 伊丹市 川西市 宝塚市 西宮市 神戸市 三木市 三田市 丹波篠山市 丹波市 福知山市 綾部市 舞鶴市 小浜市 | 豊中市 池田市 伊丹市 川西市 宝塚市 西宮市 神戸市 三木市 三田市 丹波篠山市 丹波市 福知山市 綾部市 舞鶴市 小浜市 | 敦賀市                     |
| 中国縦貫自動車道             | 中国縦貫自動車道             | 吹田市               | 豊中市 池田市 伊丹市 川西市 宝塚市 西宮市 神戸市 三木市 加東市 加西市 姫路市 宍粟市 兵庫県佐用郡佐用町 美作市 津山市 真庭市 新見市 庄原市 三次市 安芸高田市 広島県山県郡北広島町 広島市 廿日市市 岩国市 島根県鹿足郡吉賀町 周南市 山口市 美祢市                              | 豊中市 池田市 伊丹市 川西市 宝塚市 西宮市 神戸市 三木市 加東市 加西市 姫路市 宍粟市 兵庫県佐用郡佐用町 美作市 津山市 真庭市 新見市 庄原市 三次市 安芸高田市 広島県山県郡北広島町 広島市 廿日市市 岩国市 島根県鹿足郡吉賀町 周南市 山口市 美祢市                              | 豊中市 池田市 伊丹市 川西市 宝塚市 西宮市 神戸市 三木市 加東市 加西市 姫路市 宍粟市 兵庫県佐用郡佐用町 美作市 津山市 真庭市 新見市 庄原市 三次市 安芸高田市 広島県山県郡北広島町 広島市 廿日市市 岩国市 島根県鹿足郡吉賀町 周南市 山口市 美祢市                              | 豊中市 池田市 伊丹市 川西市 宝塚市 西宮市 神戸市 三木市 加東市 加西市 姫路市 宍粟市 兵庫県佐用郡佐用町 美作市 津山市 真庭市 新見市 庄原市 三次市 安芸高田市 広島県山県郡北広島町 広島市 廿日市市 岩国市 島根県鹿足郡吉賀町 周南市 山口市 美祢市             | 下関市                     |
| 山陽自動車道                 | 吹田山口線                   | 吹田市               | 豊中市 池田市 伊丹市 川西市 宝塚市 西宮市 神戸市 三木市 加古川市 姫路市 たつの市 相生市 赤穂市 備前市 赤磐市 岡山市 倉敷市 浅口市 笠岡市 福山市 尾道市 三原市 東広島市 広島市 廿日市市 大竹市 岩国市 下松市 周南市 防府市                                                    | 豊中市 池田市 伊丹市 川西市 宝塚市 西宮市 神戸市 三木市 加古川市 姫路市 たつの市 相生市 赤穂市 備前市 赤磐市 岡山市 倉敷市 浅口市 笠岡市 福山市 尾道市 三原市 東広島市 広島市 廿日市市 大竹市 岩国市 下松市 周南市 防府市                                                    | 豊中市 池田市 伊丹市 川西市 宝塚市 西宮市 神戸市 三木市 加古川市 姫路市 たつの市 相生市 赤穂市 備前市 赤磐市 岡山市 倉敷市 浅口市 笠岡市 福山市 尾道市 三原市 東広島市 広島市 廿日市市 大竹市 岩国市 下松市 周南市 防府市                                                    | 豊中市 池田市 伊丹市 川西市 宝塚市 西宮市 神戸市 三木市 加古川市 姫路市 たつの市 相生市 赤穂市 備前市 赤磐市 岡山市 倉敷市 浅口市 笠岡市 福山市 尾道市 三原市 東広島市 広島市 廿日市市 大竹市 岩国市 下松市 周南市 防府市                                   | 山口市                     |
| 山陽自動車道                 | 宇部下関線                   | 宇部市               | 山陽小野田市 | 山陽小野田市 | 山陽小野田市 | 山陽小野田市 | 下関市                     |
| 中国横断自動車道             | 姫路鳥取線                   | 姫路市               | たつの市 相生市 宍粟市 兵庫県佐用郡佐用町 美作市 鳥取県八頭郡智頭町 | たつの市 相生市 宍粟市 兵庫県佐用郡佐用町 美作市 鳥取県八頭郡智頭町 | たつの市 相生市 宍粟市 兵庫県佐用郡佐用町 美作市 鳥取県八頭郡智頭町 | たつの市 相生市 宍粟市 兵庫県佐用郡佐用町 美作市 鳥取県八頭郡智頭町 | 鳥取市                     |
| 中国横断自動車道             | 岡山米子線                   | 岡山市               | 総社市 高梁市 真庭市 鳥取県日野郡江府町 | 総社市 高梁市 真庭市 鳥取県日野郡江府町 | 総社市 高梁市 真庭市 鳥取県日野郡江府町 | 総社市 高梁市 真庭市 鳥取県日野郡江府町 | 米子市                     |
| 中国横断自動車道             | 尾道松江線                   | 尾道市               | 広島県世羅郡世羅町 三次市 庄原市 雲南市 | 広島県世羅郡世羅町 三次市 庄原市 雲南市 | 広島県世羅郡世羅町 三次市 庄原市 雲南市 | 広島県世羅郡世羅町 三次市 庄原市 雲南市 | 松江市                     |
| 中国横断自動車道             | 広島浜田線                   | 広島市               | 広島県山県郡北広島町 | 広島県山県郡北広島町 | 広島県山県郡北広島町 | 広島県山県郡北広島町 | 浜田市                     |
| 山陰自動車道                 | 鳥取益田線                   | 鳥取市               | 鳥取県東伯郡北栄町 米子市 安来市 松江市 出雲市 大田市 江津市 浜田市 | 鳥取県東伯郡北栄町 米子市 安来市 松江市 出雲市 大田市 江津市 浜田市 | 鳥取県東伯郡北栄町 米子市 安来市 松江市 出雲市 大田市 江津市 浜田市 | 鳥取県東伯郡北栄町 米子市 安来市 松江市 出雲市 大田市 江津市 浜田市 | 益田市                     |
| 山陰自動車道                 | 長門美祢線                   | 長門市               | 下関市 | 下関市 | 下関市 | 下関市 | 美祢市                     |
| 四国縦貫自動車道             | 四国縦貫自動車道             | 徳島市               | 阿波市 美馬市 三好市 四国中央市 新居浜市 西条市 東温市 松山市 伊予市 | 阿波市 美馬市 三好市 四国中央市 新居浜市 西条市 東温市 松山市 伊予市 | 阿波市 美馬市 三好市 四国中央市 新居浜市 西条市 東温市 松山市 伊予市 | 阿波市 美馬市 三好市 四国中央市 新居浜市 西条市 東温市 松山市 伊予市 | 大洲市                     |
| 四国横断自動車道             | 阿南四万十線                 | 阿南市               | 小松島市 徳島市 鳴門市 東かがわ市 さぬき市 高松市 坂出市 丸亀市 善通寺市 三豊市 観音寺市 四国中央市 高知県長岡郡大豊町 香美市 南国市 高知市 土佐市 須崎市 同県高岡郡四万十町                                                                                                 | 小松島市 徳島市 鳴門市 東かがわ市 さぬき市 高松市 坂出市 丸亀市 善通寺市 三豊市 観音寺市 四国中央市 高知県長岡郡大豊町 香美市 南国市 高知市 土佐市 須崎市 同県高岡郡四万十町                                                                                                 | 小松島市 徳島市 鳴門市 東かがわ市 さぬき市 高松市 坂出市 丸亀市 善通寺市 三豊市 観音寺市 四国中央市 高知県長岡郡大豊町 香美市 南国市 高知市 土佐市 須崎市 同県高岡郡四万十町                                                                                                 | 小松島市 徳島市 鳴門市 東かがわ市 さぬき市 高松市 坂出市 丸亀市 善通寺市 三豊市 観音寺市 四国中央市 高知県長岡郡大豊町 香美市 南国市 高知市 土佐市 須崎市 同県高岡郡四万十町                                                                                | 四万十市                   |
| 四国横断自動車道             | 愛南大洲線                   | 愛媛県南宇和郡愛南町 | 宇和島市 西予市 | 宇和島市 西予市 | 宇和島市 西予市 | 宇和島市 西予市 | 大洲市                     |
| 九州縦貫自動車道             | 鹿児島線                     | 北九州市             | 直方市 宮若市 福津市 古賀市 福岡市 大野城市 太宰府市 筑紫野市 小郡市 鳥栖市 久留米市 八女市 筑後市 みやま市 熊本県玉名郡和水町 山鹿市 合志市 熊本市 同県上益城郡嘉島町 同郡御船町 宇城市 八代市 人吉市 えびの市                                                              | 直方市 宮若市 福津市 古賀市 福岡市 大野城市 太宰府市 筑紫野市 小郡市 鳥栖市 久留米市 八女市 筑後市 みやま市 熊本県玉名郡和水町 山鹿市 合志市 熊本市 同県上益城郡嘉島町 同郡御船町 宇城市 八代市 人吉市 えびの市                                                              | 直方市 宮若市 福津市 古賀市 福岡市 大野城市 太宰府市 筑紫野市 小郡市 鳥栖市 久留米市 八女市 筑後市 みやま市 熊本県玉名郡和水町 山鹿市 合志市 熊本市 同県上益城郡嘉島町 同郡御船町 宇城市 八代市 人吉市 えびの市                                                              | 霧島市 鹿児島県姶良郡加治木町 | 鹿児島市                   |
| 九州縦貫自動車道             | 宮崎線                       | 北九州市             | 直方市 宮若市 福津市 古賀市 福岡市 大野城市 太宰府市 筑紫野市 小郡市 鳥栖市 久留米市 八女市 筑後市 みやま市 熊本県玉名郡和水町 山鹿市 合志市 熊本市 同県上益城郡嘉島町 同郡御船町 宇城市 八代市 人吉市 えびの市                                                              | 直方市 宮若市 福津市 古賀市 福岡市 大野城市 太宰府市 筑紫野市 小郡市 鳥栖市 久留米市 八女市 筑後市 みやま市 熊本県玉名郡和水町 山鹿市 合志市 熊本市 同県上益城郡嘉島町 同郡御船町 宇城市 八代市 人吉市 えびの市                                                              | 直方市 宮若市 福津市 古賀市 福岡市 大野城市 太宰府市 筑紫野市 小郡市 鳥栖市 久留米市 八女市 筑後市 みやま市 熊本県玉名郡和水町 山鹿市 合志市 熊本市 同県上益城郡嘉島町 同郡御船町 宇城市 八代市 人吉市 えびの市                                                              | 小林市 都城市 宮崎県宮崎郡清武町 | 宮崎市                     |
| 九州横断自動車道             | 長崎大分線                   | 長崎市               | 諫早市 大村市 嬉野市 武雄市 多久市 小城市 佐賀市 神埼市 鳥栖市 小郡市 朝倉市 日田市 大分県玖珠郡玖珠町 由布市 同県速見郡日出町 別府市 | 諫早市 大村市 嬉野市 武雄市 多久市 小城市 佐賀市 神埼市 鳥栖市 小郡市 朝倉市 日田市 大分県玖珠郡玖珠町 由布市 同県速見郡日出町 別府市 | 諫早市 大村市 嬉野市 武雄市 多久市 小城市 佐賀市 神埼市 鳥栖市 小郡市 朝倉市 日田市 大分県玖珠郡玖珠町 由布市 同県速見郡日出町 別府市 | 諫早市 大村市 嬉野市 武雄市 多久市 小城市 佐賀市 神埼市 鳥栖市 小郡市 朝倉市 日田市 大分県玖珠郡玖珠町 由布市 同県速見郡日出町 別府市 | 大分市                     |
| 九州横断自動車道             | 延岡線                       | 熊本県上益城郡御船町 | 熊本県上益城郡嘉島町 同郡山都町 宮崎県西臼杵郡高千穂町 | 熊本県上益城郡嘉島町 同郡山都町 宮崎県西臼杵郡高千穂町 | 熊本県上益城郡嘉島町 同郡山都町 宮崎県西臼杵郡高千穂町 | 熊本県上益城郡嘉島町 同郡山都町 宮崎県西臼杵郡高千穂町 | 延岡市                     |
| 東九州自動車道               | 東九州自動車道               | 北九州市             | 行橋市 福岡県京都郡みやこ町 同県築上郡築上町 豊前市 中津市 宇佐市 大分県速見郡日出町 別府市 大分市 臼杵市 津久見市 佐伯市 延岡市 日向市 西都市 宮崎市 宮崎県宮崎郡清武町 日南市 串間市 志布志市 鹿屋市 曽於市 霧島市 鹿児島県姶良郡加治木町                                  | 行橋市 福岡県京都郡みやこ町 同県築上郡築上町 豊前市 中津市 宇佐市 大分県速見郡日出町 別府市 大分市 臼杵市 津久見市 佐伯市 延岡市 日向市 西都市 宮崎市 宮崎県宮崎郡清武町 日南市 串間市 志布志市 鹿屋市 曽於市 霧島市 鹿児島県姶良郡加治木町                                  | 行橋市 福岡県京都郡みやこ町 同県築上郡築上町 豊前市 中津市 宇佐市 大分県速見郡日出町 別府市 大分市 臼杵市 津久見市 佐伯市 延岡市 日向市 西都市 宮崎市 宮崎県宮崎郡清武町 日南市 串間市 志布志市 鹿屋市 曽於市 霧島市 鹿児島県姶良郡加治木町                                  | 行橋市 福岡県京都郡みやこ町 同県築上郡築上町 豊前市 中津市 宇佐市 大分県速見郡日出町 別府市 大分市 臼杵市 津久見市 佐伯市 延岡市 日向市 西都市 宮崎市 宮崎県宮崎郡清武町 日南市 串間市 志布志市 鹿屋市 曽於市 霧島市 鹿児島県姶良郡加治木町                 | 鹿児島市                   |
| 成田国際空港線               | 成田国際空港線               | 成田市大山           | | | | | 成田国際空港               |
| 関西国際空港線               | 関西国際空港線               | 泉佐野市上之郷       | | | | | 関西国際空港               |
| 関門自動車道                 | 関門自動車道                 | 下関市               | | | | | 北九州市                   |
| 沖縄自動車道                 | 沖縄自動車道                 | 名護市               | うるま市 沖縄市 宜野湾市 浦添市 | うるま市 沖縄市 宜野湾市 浦添市 | うるま市 沖縄市 宜野湾市 浦添市 | うるま市 沖縄市 宜野湾市 浦添市 | 那覇市                     |

## 高規格幹線道路（第四次全国総合開発計画）
高規格幹線道路の以下の路線については、第四次全国総合開発計画では別の路線名となっていた。
| 国土開発幹線自動車道建設法による予定路線 | 区間                  | 第四次全国総合開発計画による構想 |
| ---------------------------------------- | --------------------- | -------------------------------- |
| 北海道横断自動車道                       | 釧路市 - 根室市       | 釧路・根室自動車道               |
| 北海道横断自動車道                       | 北見市 - 網走市       | 北見・網走自動車道               |
| 北海道横断自動車道                       | 黒松内町 - 小樽市     | 後志自動車道                     |
| 日本海沿岸東北自動車道                   | 新潟市 - 青森市       | 日本海沿岸縦貫自動車道           |
| 東北横断自動車道                         | 花巻市 - 釜石市       | 北東北横断自動車道               |
| 東北中央自動車道                         | 相馬市 - 横手市       | 東北中央縦貫自動車道             |
| 北関東自動車道                           | 高崎市 - ひたちなか市 | 北関東横断自動車道               |
| 第二東海自動車道                         | 東京都 - 名古屋市     | 第二東名自動車道                 |
| 近畿自動車道                             | 名古屋市 - 神戸市     | 第二名神自動車道                 |
| 近畿自動車道                             | 多気町 - 海南市       | 紀勢自動車道                     |
| 近畿自動車道                             | 敦賀市 - 舞鶴市       | 敦賀・舞鶴自動車道               |
| 山陽自動車道                             | 神戸市 - 三木市       | 西神自動車道                     |
| 中国横断自動車道                         | 姫路市 - 鳥取市       | 姫路・鳥取自動車道               |
| 中国横断自動車道                         | 尾道市 - 松江市       | 陰陽連絡自動車道                 |
| 四国横断自動車道                         | 高松市 - 阿南市       | 東四国横断自動車道               |
| 四国横断自動車道                         | 大洲市 - 須崎市       | 西四国縦貫自動車道               |
| 東九州自動車道                           | 北九州市 - 鹿児島市   | 東九州縦貫自動車道               |
| 九州横断自動車道                         | 御船町 - 延岡市       | 九州中部横断自動車道             |

## 高速自動車国道に並行する一般国道自動車専用道路
| 国土開発幹線自動車道   | 国土開発幹線自動車道   | 並行する一般国道自動車専用道路 |
| ---------------------- | ---------------------- | --- |
| 北海道縦貫自動車道     | 北海道縦貫自動車道     | 函館新道、名寄美深道路、音中道路、幌富バイパス、豊富バイパス |
| 北海道横断自動車道     | 根室線                 | 黒松内新道、蘭越俱知安道路、倶知安余市道路、釧路外環状道路、別保尾幌道路、尾幌糸魚沢道路、根室道路 |
| 北海道横断自動車道     | 網走線                 | 黒松内新道、蘭越俱知安道路、倶知安余市道路、北見道路、端野高野道路、美幌バイパス、女満別空港網走道路 |
| 東北縦貫自動車道       | 八戸線                 | 百石道路、第二みちのく有料道路、上北自動車道、みちのく有料道路 |
| 東北横断自動車道       | 釜石秋田線             | 釜石道路、仙人峠道路、遠野道路、秋田外環状道路 |
| 東北横断自動車道       | 酒田線                 | （笹谷トンネル：1998年7月1日に高速自動車国道へ編入）、月山道路 |
| 日本海沿岸東北自動車道 | 日本海沿岸東北自動車道 | 朝日温海道路、遊佐象潟道路、象潟仁賀保道路、仁賀保本荘道路、秋田外環状道路、琴丘能代道路、二ツ井バイパス、二ツ井今泉道路、鷹巣大館道路、大館西道路 |
| 東北中央自動車道       | 東北中央自動車道       | 相馬福島道路（相馬西道路）、相馬福島道路（阿武隈東道路）、相馬福島道路（阿武隈東 - 阿武隈）、相馬福島道路（霊山道路）、相馬福島道路（霊山 - 福島）、米沢南陽道路、尾花沢新庄道路、新庄北道路、泉田道路、新庄金山道路、金山道路、主寝坂道路、真室川雄勝道路、院内道路、横堀道路、湯沢横手道路 |
| 常磐自動車道           | 常磐自動車道           | 仙台東部道路、仙台北部道路 |
| 東関東自動車道         | 館山線                 | 京葉道路、富津館山道路 |
| 北関東自動車道         | 北関東自動車道         | 東水戸道路 |
| 第二東海自動車道       | 第二東海自動車道       | 伊勢湾岸道路 |
| 近畿自動車道           | 名古屋大阪線           | 名阪国道 |
| 近畿自動車道           | 名古屋神戸線           | 伊勢湾岸道路 |
| 近畿自動車道           | 紀勢線                 | （海南湯浅道路：2005年4月1日に高速自動車国道へ編入）、湯浅御坊道路、すさみ串本道路、串本太地道路、那智勝浦新宮道路、新宮紀宝道路、熊野道路、熊野尾鷲道路 |
| 山陽自動車道           | 山陽自動車道           | 広島岩国道路、小郡道路、山口宇部道路 |
| 中国横断自動車道       | 姫路鳥取線             | 志戸坂峠道路 |
| 山陰自動車道           | 山陰自動車道           | 鳥取西道路、青谷・羽合道路、北条道路、東伯・中山道路、中山・名和道路、名和・淀江道路、米子道路、安来道路、松江道路、出雲・湖陵道路、湖陵・多伎道路、多伎・朝山道路、朝山・大田道路、大田・静間道路、静間・仁摩道路、仁摩・温泉津道路、福光・浅利道路、江津道路、浜田道路、浜田・三隅道路、三隅・益田道路、益田道路、益田西道路、益田・田万川道路、木与防災、大井・萩道路、萩・三隅道路、三隅・長門道路、長門・俵山道路、俵山・豊田道路 |
| 四国横断自動車道       | 四国横断自動車道       | （高松東道路：2017年11月21日に高速自動車国道へ編入）、須崎道路、窪川佐賀道路(窪川工区)、片坂バイパス、窪川佐賀道路(佐賀工区)、中村宿毛道路、宿毛内海道路、津島道路、宇和島道路、大洲道路 |
| 九州横断自動車道       | 延岡線                 | 蘇陽五ヶ瀬道路、五ヶ瀬高千穂道路、高千穂日之影道路、北方延岡道路 |
| 東九州自動車道         | 東九州自動車道         | 椎田道路、宇佐別府道路、延岡道路、延岡南道路、日南・志布志道路、油津・夏井道路、南郷奈留道路、隼人道路 |

注：第二みちのく有料道路、みちのく有料道路、山口宇部道路は県道。
注：みちのく有料道路、月山道路の一部区間は高速道路ではない。

## 国土交通大臣指定に基づく高規格幹線道路（一般国道の自動車専用道路）
| 路線名                 | 起点     | 終点     | 国道路線名                  | 自動車専用道路路線名 |
| ---------------------- | -------- | -------- | --------------------------- | --- |
| 日高自動車道           | 苫小牧市 | 浦河町   | 国道235号                   | 苫東道路、厚真門別道路、門別厚賀道路、厚賀静内道路、静内三石道路 |
| 深川留萌自動車道       | 深川市   | 留萌市   | 国道233号                   | 深川沼田道路、沼田幌糠道路、幌糠留萌道路 |
| 旭川紋別自動車道       | 旭川市   | 紋別市   | 国道450号                   | 旭川愛別道路、愛別上川道路、上川上越道路、上越白滝道路、白滝丸瀬布道路、丸瀬布遠軽道路、遠軽上湧別道路 |
| 帯広広尾自動車道       | 帯広市   | 広尾町   | 国道236号                   | 帯広川西道路、川西中札内道路、中札内大樹道路、大樹広尾道路 |
| 函館江差自動車道       | 函館市   | 江差町   | 国道228号                   | 函館茂辺地道路、茂辺地木古内道路 |
| 津軽自動車道           | 青森市   | 鰺ヶ沢町 | 国道101号                   | 浪岡五所川原道路、五所川原西バイパス、柏浮田道路、鰺ヶ沢道路 |
| 三陸縦貫自動車道       | 仙台市   | 宮古市   | 国道45号                    | 三陸沿岸道路（仙塩道路、仙台松島道路、矢本石巻道路、桃生登米道路、登米志津川道路、南三陸道路、歌津本吉道路、本吉気仙沼道路、気仙沼道路、唐桑道路、唐桑高田道路、高田道路、大船渡三陸道路、吉浜道路、吉浜釜石道路、釜石山田道路、山田道路、山田宮古道路、宮古道路、宮古田老道路） |
| 八戸久慈自動車道       | 八戸市   | 久慈市   | 国道45号                    | 三陸沿岸道路（八戸南環状道路、八戸南道路、洋野階上道路、久慈北道路、久慈道路） |
| 首都圏中央連絡自動車道 | 横浜市   | 木更津市 | 国道468号                   | 横浜環状南線、横浜湘南道路、新湘南バイパス（現道強化当面活用区間）、さがみ縦貫道路、首都圏中央連絡自動車道、千葉東金道路（現道強化当面活用区間）、東京湾横断・木更津東金道路 |
| 中部縦貫自動車道       | 松本市   | 福井市   | 国道158号                   | 松本波田道路、安房峠道路、高山東道路、高山清見道路、油坂峠道路、大野油坂道路、永平寺大野道路 |
| 能越自動車道           | 砺波市   | 輪島市   | 国道470号                   | 高岡砺波道路、氷見高岡道路、七尾氷見道路、田鶴浜七尾道路、七尾田鶴浜バイパス、田鶴浜道路、のと里山海道、穴水道路、輪島道路 |
| 伊豆縦貫自動車道       | 沼津市   | 下田市   | 国道1号 国道136号 国道414号 | 東駿河湾環状道路、伊豆中央道、修善寺道路、天城北道路、天城峠道路、河津下田道路 |
| 三遠南信自動車道       | 飯田市   | 浜松市   | 国道474号                   | 飯喬道路、小川路峠道路、青崩峠道路、水窪佐久間道路、佐久間道路、三遠道路 |
| 東海環状自動車道       | 四日市市 | 豊田市   | 国道475号                   | 東海環状自動車道 |
| 京奈和自動車道         | 京都市   | 和歌山市 | 国道24号                    | 京奈道路、大和北道路、大和御所道路、五條道路、橋本道路、紀北東道路、紀北西道路 |
| 西神自動車道           | 神戸市   | 三木市   | 国道28号                    | 西神道路、山陽自動車道 |
| 京都縦貫自動車道       | 京都市   | 宮津市   | 国道478号                   | 京都第二外環状道路、京都丹波道路、丹波綾部道路、綾部宮津道路 |
| 北近畿豊岡自動車道     | 丹波市   | 豊岡市   | 国道483号                   | 春日和田山道路、遠阪トンネル、和田山八鹿道路、八鹿日高道路、日高豊岡南道路、豊岡道路 |
| 尾道福山自動車道       | 尾道市   | 福山市   | 国道2号                     | 松永道路 |
| 東広島呉自動車道       | 東広島市 | 呉市     | 国道375号                   | 東広島呉自動車道 |
| 今治小松自動車道       | 今治市   | 西条市   | 国道196号                   | 今治道路、今治小松道路 |
| 高知東部自動車道       | 高知市   | 安芸市   | 国道55号                    | 高知南国道路、南国安芸道路 |
| 西九州自動車道         | 福岡市   | 武雄市   | 国道497号                   | 福岡前原有料道路、今宿道路、唐津道路、唐津伊万里道路、伊万里道路、伊万里松浦道路、松浦佐々道路、佐々佐世保道路、佐世保道路、武雄佐世保道路 |
| 南九州西回り自動車道   | 八代市   | 鹿児島市 | 国道3号                     | 八代日奈久道路、日奈久芦北道路、芦北出水道路、出水阿久根道路、阿久根川内道路、川内隈之城道路、川内道路、鹿児島道路 |
| 那覇空港自動車道       | 那覇市   | 西原町   | 国道506号                   | 小禄道路、豊見城東道路、南風原道路 |

## 本州四国連絡道路
| 路線名           | 道路名               | 起点   | 終点   | 国道路線名 |
| ---------------- | -------------------- | ------ | ------ | ---------- |
| 神戸・鳴門ルート | 神戸淡路鳴門自動車道 | 神戸市 | 鳴門市 | 国道28号   |
| 児島・坂出ルート | 瀬戸中央自動車道     | 早島町 | 坂出市 | 国道30号   |
| 尾道・今治ルート | 西瀬戸自動車道       | 尾道市 | 今治市 | 国道317号  |

## 地域高規格道路
注：地域高規格道路には高速道路ではない路線も含まれる。

## その他の自動車専用道路
高規格幹線道路および地域高規格道路以外の自動車専用道路